# بول رن (فرجينيا)
بول رن (بالإنجليزية: Bull Run CDP, Virginia)‏ هي منطقة سكنية تقع بولاية فرجينيا في الولايات المتحدة. تبلغ مساحتها 6.9 كم2، وترتفع عن سطح البحر 87 م، بلغ عدد سكانها 14,983 نسمة في عام 2010 حسب إحصاء مكتب تعداد الولايات المتحدة وتصل الكثافة السكانية فيها 2,171.4 نسمة لكل كيلومتر مربع (5,623.9/ميل2).

## التركيبة السكانية
حدّد مكتب تعداد الولايات المتحدة بيانات التركيبة السكانية لبول رن في تعداد الولايات المتحدة. في ما يلي، التركيبة السكانية حسب تعدادي 2000 و2010.

### تعداد عام 2000
بلغ عدد سكان بول رن 11,337 نسمة بحسب تعداد عام 2000، وبلغ عدد الأسر 4,728 أسرة وعدد العائلات 2,711 عائلة مقيمة في المنطقة السكنية. في حين سجلت الكثافة السكانية 1,643 نسمة لكل كيلومتر مربع (4,255.4/ميل2). وبلغ عدد الوحدات السكنية 4,948 وحدة بمتوسط كثافة قدره 717.1 لكل كيلومتر مربع (1,857.3/ميل2).
وتوزع التركيب العرقي للمنطقة السكنية بنسبة 63.45% من البيض و18.97% من الأمريكيين الأفارقة و0.27% من الأمريكيين الأصليين و5.46% من الأمريكيين ذوي الأصول الآسيوية و0.08% من سكان جزر المحيط الهادئ و8.04% من الأعراق الأخرى و3.73% من عرقين مختلطين أو أكثر و16.03% من الهسبانيون أو اللاتينيون من أي عرق.
بلغ عدد الأسر 4,728 أسرة كانت نسبة 37.4% منها لديها أطفال تحت سن الثامنة عشر تعيش معهم، وبلغت نسبة الأزواج القاطنين مع بعضهم البعض 36.3% من أصل المجموع الكلي للأسر، ونسبة 16% من الأسر كان لديها معيلات من الإناث دون وجود شريك،  بينما كانت نسبة 5.1% من الأسر لديها معيلون من الذكور دون وجود شريكة وكانت نسبة 42.7% من غير العائلات. تألفت نسبة 32% من أصل جميع الأسر من عدة أفراد يعيشون في نفس المنزل ونسبة 5.1% كانت تتألف من شخص يعيش بمفرده يبلغ من العمر 65 عاماً أو أكثر. وبلغ متوسط حجم الأسرة المعيشية 2.40، أما متوسط حجم العائلات فبلغ 3.03.
بلغ العمر الوسطي للسكان 29.1 عاماً. وكانت نسبة 26.5% من القاطنين تحت سن الثامنة عشر، وكانت نسبة 12.4% بين الثامنة عشر والرابعة والعشرين عاماً، ونسبة 44.1% كانت واقعةً في الفئة العمرية ما بين الخامسة والعشرين والرابعة والأربعين عاماً، ونسبة 12.9% كانت ما بين الخامسة والأربعين والرابعة والستين، ونسبة 4% كانت ضمن فئة الخامسة والستين عاماً فما فوق. يوجد لكل 100 أنثى 97.1 ذكر، ويوجد لكل 100 أنثى في الثامنة عشر من عمرها فما فوق 93.3 ذكر.
بلغ متوسط دخل الأسرة في المنطقة السكنية 49,519 دولارًا، أما متوسط دخل العائلة فبلغ 55,355 دولارًا. وكان متوسط دخل الذكور 38,216 دولارًا مقابل 33,450 دولارًا للإناث. وسجل دخل الفرد الخاص بالمنطقة السكنية 22,384 دولارًا. وكانت نسبة 8.5% من العائلات ونسبة 9.5% من السكان تحت خط الفقر، وكان من هؤلاء نسبة 14.1% تحت سن الثامنة عشر ونسبة 18.3% في الخامسة والستين من العمر وما فوق.

### تعداد عام 2010
بلغ عدد سكان بول رن 14,983 نسمة بحسب تعداد عام 2010، وبلغ عدد الأسر 5,602 أسرة وعدد العائلات 3,334 عائلة مقيمة في المنطقة السكنية. في حين سجلت الكثافة السكانية 2,171.4 نسمة لكل كيلومتر مربع (5,623.9/ميل2). وبلغ عدد الوحدات السكنية 5,946 وحدة بمتوسط كثافة قدره 861.7 لكل كيلومتر مربع (2,231.8/ميل2).
وتوزع التركيب العرقي للمنطقة السكنية بنسبة 46.88% من البيض و20.06% من الأمريكيين الأفارقة و0.56% من الأمريكيين الأصليين و7.20% من الأمريكيين ذوي الأصول الآسيوية و0.02% من سكان جزر المحيط الهادئ و19.71% من الأعراق الأخرى و5.57% من عرقين مختلطين أو أكثر و36.92% من الهسبانيون أو اللاتينيون من أي عرق.
بلغ عدد الأسر 5,602 أسرة كانت نسبة 39.4% منها لديها أطفال تحت سن الثامنة عشر تعيش معهم، وبلغت نسبة الأزواج القاطنين مع بعضهم البعض 36.6% من أصل المجموع الكلي للأسر، ونسبة 16.4% من الأسر كان لديها معيلات من الإناث دون وجود شريك،  بينما كانت نسبة 6.5% من الأسر لديها معيلون من الذكور دون وجود شريكة وكانت نسبة 40.5% من غير العائلات. تألفت نسبة 29.3% من أصل جميع الأسر من عدة أفراد يعيشون في نفس المنزل ونسبة 4.3% كانت تتألف من شخص يعيش بمفرده يبلغ من العمر 65 عاماً أو أكثر. وبلغ متوسط حجم الأسرة المعيشية 2.67، أما متوسط حجم العائلات فبلغ 3.30.
بلغ العمر الوسطي للسكان 29.4 عاماً. وكانت نسبة 26.7% من القاطنين تحت سن الثامنة عشر، وكانت نسبة 11.3% بين الثامنة عشر والرابعة والعشرين عاماً، ونسبة 41.9% كانت واقعةً في الفئة العمرية ما بين الخامسة والعشرين والرابعة والأربعين عاماً، ونسبة 16.4% كانت ما بين الخامسة والأربعين والرابعة والستين، ونسبة 3.7% كانت ضمن فئة الخامسة والستين عاماً فما فوق. وتوزع التركيب الجنسي للسكان بنسبة 49.9% ذكور و50.1% إناث.